# Up on the Housetop
Up on the housetop (Ho! Ho! Ho!) è una canzone natalizia statunitense, scritta intorno al 1860 (probabilmente nel 1864) da Benjamin Russell Hanby (1833-1867) e pubblicata per la prima volta nel 1865.
Si tratta di una delle prime canzoni laiche su Babbo Natale composte negli Stati Uniti d'America.
Tra le prime incisioni del brano figura quella di Gene Autry nel 1953.

## Storia
Benjamin Russell Hanby compose il brano nel 1864, quand'era ministro della chiesa di Dayton, nell'Ohio. Nel 1865 il brano venne pubblicato da un editore di Chicago, George Frederick Root.

## Testo
La canzone racconta l'arrivo di Babbo Natale presso la casa di due bambini di nome Nell e Will, ai quali – dopo essere sceso per il camino – riempie le calze rispettivamente con una bambola che piange e che ride e con un set completo di martello e chiodi, a cui aggiunge una frusta e una palla.
Il brano cita, inoltre, la celebre risata del portatore di doni, Oh oh oh, che ne è anche il sottotitolo.

## Incisioni
Oltre che da Gene Autry, la canzone è stata incisa, tra l'altro, anche da: 
- Eddy Arnold
- Jimmy Buffett
- Cass County Boys
- The Jackson 5 (nell'album The Jackson 5 Christmas Album del 1970)
- King Sisters & Carl Cotner's Orchestra
- Sammy Kershaw
- Kimberley Locke (2005)
- Reba McEntire
- George Strait